# Roca Lumus
La roca Lumus, arrecife Lumus o roca Arrecife (según Chile) es un pequeño islote rocoso, ubicado a 6 kilómetros al oeste del arrecife Negro (o Black), y a 12 kilómetros al oeste de los islotes Betbeder, marcando el extremo suroeste del archipiélago Wilhelm, frente a la costa oeste de la península Antártica.

## Historia y toponimia
Fue descubierta en febrero de 1936 por la Expedición Británica a la Tierra de Graham, al mando de John Rymill, y nombrado por uno de los gatos del barco Penola, llamado Lummo, quien fue el único que sobrevivió al clima antártico. Originalmente se lo denominó como arrecife, cambiando a roca en 1971 por el Comité de Topónimos Antárticos del Reino Unido.
En una carta náutica chilena de 1971 fue denominada como isla Toqui.

## Reclamaciones territoriales
Argentina incluye la isla en el departamento Antártida Argentina dentro de la provincia de Tierra del Fuego, Antártida e Islas del Atlántico Sur; para Chile forman parte de la comuna Antártica de la provincia Antártica Chilena dentro de la Región de Magallanes y de la Antártica Chilena; y para el Reino Unido integran el Territorio Antártico Británico. Las tres reclamaciones están sujetas a las disposiciones del Tratado Antártico.
Nomenclatura de los países reclamantes: 
- Argentina: roca Lumus[6][7]
- Chile: roca Arrecife[8]
- Reino Unido: Lumus Rock[4]